# Madonna col Bambino e quattro santi (Vittore Crivelli)
La Madonna col Bambino e quattro santi è un dipinto a tempera e oro su tavola (90x150 cm) di Vittore Crivelli e aiuti, datato 31 luglio 1481 ("1481 DIE VLTIMA IVLII") e conservato nella Pinacoteca vaticana a Roma. È firmato OPVS CAROLI CRIVELLI VENETI 1482.

## Storia
Forse proveniente dalla chiesa di Sant'Agostino a Grottammare, l'opera fu prelevata per ordine di Gregorio XVI e portata a Roma. Esistono altre ipotesi che riferiscono il dipinto come già a Montelparo o a Loro Piceno.

## Descrizione e stile
Opera di collaborazione, mostra una Madonna col Bambino in trono al centro, tra scomparti con santi a tutta figura: san Girolamo, sant'Agostino, san Giovanni Battista e san Giovanni Evangelista. Sebbene poggianti su un gradino comune, le figure non dialogano efficacemente con lo spazio. Le espressioni e le pose sono variate, spesso caricate da effetti quasi caricaturali.
Federico Zeri scrisse che probabilmente il polittico era da ascrivere a un allievo di Carlo, fratello maggiore di Vittore, forse Pietro Alemanno, e lo legava al Polittico di Monte San Martino. Appaiono influenze dell'Alunno, compresa la forma della cornice.